# Stenopleustes latipes
Stenopleustes latipes is een vlokreeftensoort uit de familie van de Pleustidae. De wetenschappelijke naam van de soort is voor het eerst geldig gepubliceerd in 1858 door Sars.